# دونالد إتش. ماكلين
دونالد إتش. ماكلين هو قاضي ومحامي وسياسي أمريكي، ولد في 18 مارس 1884 في باترسون في الولايات المتحدة، وتوفي في 19 أغسطس 1975 في برلينغتون في الولايات المتحدة. نشط حزبياً في الحزب الجمهوري. وقد انتخب عضو مجلس النواب الأمريكي ‏.